# Elecciones regionales de Loreto de 2022
Las elecciones regionales de Loreto de 2022 se llevaron a cabo el 2 de octubre de 2022 para elegir al gobernador regional, al vicegobernador regional y al Consejo Regional para el periodo 2023-2026. La elección se celebró simultáneamente con elecciones regionales y municipales (provinciales y distritales) en todo el Perú.
René Chávez Silvano del partido Somos Perú resulta ganador con el 32.66% de votos.

## Sistema electoral
El Gobierno Regional de Loreto es el órgano administrativo y de gobierno del Departamento de Loreto. Está compuesto por el gobernador regional, el vicegobernador regional y el Consejo Regional.
La votación se realiza en base al sufragio universal, que comprende a todos los ciudadanos nacionales mayores de dieciocho años, empadronados y residentes en el departamento de Loreto y en pleno goce de sus derechos políticos.
El gobernador y vicegobernador regional son elegidos por sufragio directo. Para que un candidato sea proclamado ganador debe obtener no menos de 30 % de votos válidos. En caso ningún candidato logre ese porcentaje en la primera vuelta electoral, los dos candidatos más votados participan en una segunda vuelta o balotaje. No hay reelección inmediata de gobernadores regionales.
El Consejo Regional de Loreto está compuesto por 16 consejeros elegidos por sufragio directo para un período de cuatro (4) años. La votación es por lista cerrada y bloqueada. Cada provincia del departamento de Loreto constituye una circunscripción electoral. La votación es por lista cerrada y bloqueada. Se asigna a la lista ganadora los escaños según el método d'Hondt. La distribución y el número de consejeros regionales es la siguiente:
| Circunscripción                                                                      | Escaños | Mapa |
| ------------------------------------------------------------------------------------ | ------- | ---- |
| Maynas                                                                               | 3       |      |
| Alto Amazonas, Datem del Marañón, Loreto, Mariscal Ramón Castilla, Requena y Ucayali | 2       |      |
| Putumayo                                                                             | 1       |      |

## Composición del Consejo Regional de Loreto
La siguiente tabla muestra la composición del Consejo Regional de Loreto antes de las elecciones.
| Partidos | Partidos                              | Consejeros |
| -------- | ------------------------------------- | ---------- |
|          | Restauración Nacional                 | 8          |
|          | Movimiento Esperanza Región Amazónica | 5          |
|          | Frente Popular Agrícola del Perú      | 1          |
|          | Movimiento Integración Loretana       | 1          |
|          | Unión por el Perú                     | 1          |

## Elecciones internas
Los partidos políticos realizaron la convocatoria a elecciones internas (15–22 de enero de 2022) para definir a los candidatos de sus organizaciones en listas cerradas y bloqueadas. Se sometieron a elección las candidaturas a:
- Gobernador y vicegobernador regional de Loreto (2 candidaturas).
- Consejo Regional de Loreto (16 candidaturas).

Existen dos modalidades para la organización de las elecciones internas:
- Modalidad de elección directa: con voto universal, libre, voluntario, igual, directo y secreto de los afiliados. Fue la modalidad utilizada por Movimiento Esperanza Región Amazónica,[5] Somos Perú,[6] Alianza para el Progreso,[7] Loreto para Todos[5] y Juntos por Loreto.[5] Las elecciones se realizaron el 15 de mayo de 2022.
- Modalidad de delegados: a través de delegados previamente elegidos mediante voto universal, libre, voluntario, igual, directo y secreto de los afiliados. Fue la modalidad utilizada por Fuerza Popular,[8] Movimiento Independiente Reivindiquemos Loreto,[5] Movimiento Independiente Loreto - Mi Loreto,[5] Movimiento Independiente Político Voluntad General Amazónica - VOGA[5] y Perú Libre.[9] Las elecciones se realizaron el 22 de mayo de 2022.

## Partidos y candidatos
A continuación se muestra una lista de los principales partidos y alianzas electorales que participan en las elecciones:
| Candidatura | Candidatura | Partidos y alianzas                                                                | Candidatos | Candidatos                 | Ideología                                                          | Resultado previo | Resultado previo | Ref.   |
| Candidatura | Candidatura | Partidos y alianzas                                                                | Candidatos | Candidatos                 | Ideología                                                          | Votos (%)        | Cons.            | Ref.   |
| ----------- | ----------- | ---------------------------------------------------------------------------------- | ---------- | -------------------------- | ------------------------------------------------------------------ | ---------------- | ---------------- | ------ |
|             | MERA        | Lista - Movimiento Esperanza Región Amazónica (MERA)                               |            | Jorge Mera Ramírez         | Regionalismo loretano                                              | 27.02%           | 5                | [ 10 ] |
|             | FP          | Lista - Fuerza Popular (FP)                                                        |            | Juan del Águila Cárdenas   | Fujimorismo Conservadurismo social Populismo de derecha            | 3.94%            | 0                | [ 11 ] |
|             | MIRELO      | Lista - Movimiento Independiente Reivindiquemos Loreto (MIRELO)                    |            | Juan Torres Baldeón        | Regionalismo loretano                                              | 2.49%            | 0                | [ 10 ] |
|             | SP          | Lista - Somos Perú (SP)                                                            |            | René Chávez Silvano        | Democracia cristiana Conservadurismo social                        | Nuevo            | Nuevo            | [ 11 ] |
|             | APP         | Lista - Alianza para el Progreso (APP)                                             |            | Fernando Meléndez Celis    | Liberalismo económico Conservadurismo liberal Populismo de derecha | Nuevo            | Nuevo            | [ 11 ] |
|             | PL          | Lista - Perú Libre (PL)                                                            |            | Yoshi Lam Eléspuru         | Socialismo del siglo XXI Marxismo-leninismo Mariateguismo          | Nuevo            | Nuevo            | [ 11 ] |
|             | Mi Loreto   | Lista - Movimiento Independiente Loreto - Mi Loreto (Mi Loreto)                    |            | Óscar Llapapasca Samaniego | Regionalismo loretano                                              | Nuevo            | Nuevo            | [ 11 ] |
|             | VOGA        | Lista - Movimiento Independiente Político Voluntad General Amazónica - VOGA (VOGA) |            | Franck Marreros Pérez      | Regionalismo loretano                                              | Nuevo            | Nuevo            | [ 11 ] |
|             | LPT         | Lista - Loreto para Todos (LPT)                                                    |            | Tito Flores Pérez          | Regionalismo loretano                                              | Nuevo            | Nuevo            | [ 11 ] |
|             | JxL         | Lista - Juntos por Loreto (JxL)                                                    |            | Jorge Meléndez Celis       | Regionalismo loretano                                              | Nuevo            | Nuevo            | [ 12 ] |
|             | MOVIL       | Lista - Misión Organizada Vía Integridad y Libertad (MOVIL)                        |            | Wilfredo Malpartida Gómez  | Regionalismo loretano                                              | Nuevo            | Nuevo            | [ 11 ] |

## Sondeos de opinión
Las siguientes tablas enumeran las estimaciones de la intención de voto en orden cronológico inverso, mostrando las más recientes primero y utilizando las fechas en las que se realizó el trabajo de campo de la encuesta. Cuando se desconocen las fechas del trabajo de campo, se proporciona la fecha de publicación.
Leyenda:
     Sondeo realizado en el periodo de prohibición legal de la difusión de sondeos de intención de voto.

### Intención de voto
La siguiente tabla enumera las estimaciones ponderadas (sin incluir votos en blanco y nulos) de la intención de voto.
| Encuestadora/Medio            | Fecha             | Muestra | René Chávez | Jorge Mera | Fernando Meléndez | Juan Torres | Óscar Llapapa. | Jorge Meléndez | Franck Marreros | Wilfredo Malpart. | Yoshi Lam | Tito Flores | Juan del Águila | Dif. |  |  |  |  |
| ----------------------------- | ----------------- | ------- | ----------- | ---------- | ----------------- | ----------- | -------------- | -------------- | --------------- | ----------------- | --------- | ----------- | --------------- | ---- |  |  |  |  |
| Encuestadora/Medio            | Fecha             | Muestra |             |            |                   |             |                |                |                 |                   |           |             |                 |      |  |  |  |  |
| Elecciones regionales de 2022 | 2 oct 2022        | —       | 32.7        | 23.9       | 13.3              | 12.3        | 6.3            | 2.4            | 2.3             | 2.2               | 2.0       | 1.9         | 0.8             | 8.8  |  |  |  |  |
|                               |                   |         |             |            |                   |             |                |                |                 |                   |           |             |                 |      |  |  |  |  |
| Ipsos Perú/América            | 2 oct 2022        | ?       | 36.9        | 20.7       | 12.5              | 13.2        | –              | –              | –               | –                 | –         | –           | –               | 16.2 |  |  |  |  |
| Ipsos Perú/América            | 2 oct 2022        | ?       | 37.8        | 16.8       | 15.1              | 12.6        | –              | –              | –               | –                 | –         | –           | –               | 21.0 |  |  |  |  |
| Loreto Investigación y Datos  | 2 oct 2022        | 2401    | 29.8        | 34.2       | 4.8               | 13.5        | –              | –              | –               | –                 | –         | –           | –               | 4.4  |  |  |  |  |
| CIT                           | 25 sep 2022       | ?       | 24.7        | 23.4       | 27.5              | 11.0        | –              | –              | –               | –                 | –         | –           | –               | 2.8  |  |  |  |  |
| Tadeo Marketing               | 25 sep 2022       | ?       | 25.1        | 12.8       | 9.2               | 37.8        | 7.7            | –              | –               | –                 | –         | –           | –               | 12.7 |  |  |  |  |
| Loreto Investigación y Datos  | 17–22 sep 2022    | 1477    | 16.8        | 54.9       | 7.3               | 15.4        | 1.4            | 0.5            | 0.3             | –                 | 0.9       | 1.8         | 0.7             | 38.1 |  |  |  |  |
| Encuestando                   | 15–17 sep 2022    | 600     | 20.7        | 21.7       | 4.3               | 34.8        | 13.0           | –              | –               | –                 | –         | –           | –               | 13.1 |  |  |  |  |
| Loreto Consulta               | 12–16 sep 2022    | 782     | 45.5        | 19.1       | 3.7               | 9.7         | 7.9            | 1.6            | 1.6             | 1.8               | –         | 0.6         | 4.4             | 26.4 |  |  |  |  |
| Green Wit Company             | 11–13 sep 2022    | ?       | 17.4        | 10.3       | –                 | 47.7        | 9.0            | –              | –               | –                 | –         | –           | –               | 30.3 |  |  |  |  |
| Green Wit Company             | 7 sep 2022        | ?       | 17.6        | 10.7       | –                 | 49.8        | 8.9            | –              | –               | –                 | –         | –           | –               | 32.2 |  |  |  |  |
| Loreto Consulta               | 6 sep 2022        | ?       | 47.6        | 19.0       | 2.6               | 11.5        | 6.2            | 1.3            | 2.3             | –                 | 0.7       | 2.9         | 2.9             | 28.6 |  |  |  |  |
| Tadeo Marketing               | 1 sep 2022        | ?       | 9.5         | 17.6       | 2.9               | 56.5        | 8.8            | –              | –               | –                 | –         | –           | –               | 38.9 |  |  |  |  |
| Loreto Investigación y Datos  | 21–30 ago 2022    | 1477    | 18.7        | 54.4       | 7.0               | 14.1        | 1.4            | 0.6            | 0.3             | –                 | 0.9       | 1.9         | 0.7             | 35.7 |  |  |  |  |
| CPI/RPP                       | 22–25 ago 2022    | 400     | 27.5        | 18.6       | 28.5              | 13.3        | 4.8            | 2.1            | –               | –                 | 0.6       | 3.1         | 1.6             | 1.0  |  |  |  |  |
| Green Wit Company             | 19–21 ago 2022    | ?       | 16.7        | 9.7        | –                 | 50.0        | 8.4            | –              | –               | –                 | –         | –           | –               | 33.3 |  |  |  |  |
| Tadeo Marketing               | 18 ago 2022       | ?       | 10.3        | 19.2       | –                 | 56.1        | 9.6            | 1.5            | –               | –                 | –         | –           | –               | 36.9 |  |  |  |  |
| Green Wit Company             | 4–6 ago 2022      | 599     | 14.4        | 11.0       | –                 | 48.2        | 10.3           | –              | –               | –                 | –         | –           | –               | 33.8 |  |  |  |  |
| Loreto Consulta               | 1–6 ago 2022      | 782     | 45.6        | 20.5       | 4.0               | 10.7        | 5.2            | 3.7            | –               | 1.8               | –         | –           | –               | 25.1 |  |  |  |  |
| Loreto Investigación y Datos  | 22–26 jul 2022    | 1477    | 19.3        | 54.3       | 7.3               | 13.1        | 1.5            | 0.3            | –               | –                 | 1.0       | 1.9         | 0.8             | 35.0 |  |  |  |  |
| Tadeo Marketing               | 20–23 jul 2022    | 1064    | 11.4        | 17.1       | –                 | 51.6        | 10.6           | 2.4            | –               | –                 | –         | –           | –               | 34.5 |  |  |  |  |
| Encuestando                   | 18–22 jul 2022    | 600     | 18.8        | 21.2       | 3.5               | 36.5        | 11.8           | –              | –               | –                 | –         | –           | –               | 15.3 |  |  |  |  |
| Green Wit Company             | 8–10 jul 2022     | 599     | 16.7        | 9.7        | –                 | 47.1        | 8.3            | –              | –               | –                 | –         | –           | –               | 30.4 |  |  |  |  |
| Loreto Consulta               | 27 jun–1 jul 2022 | 782     | 40.1        | 19.5       | 7.1               | 15.1        | 7.6            | 4.6            | 1.7             | –                 | –         | –           | –               | 20.6 |  |  |  |  |
| Tadeo Marketing               | 27–30 jun 2022    | 1064    | 11.3        | 18.3       | –                 | 51.3        | 8.4            | 2.8            | –               | –                 | –         | –           | –               | 33.0 |  |  |  |  |
| Loreto Investigación y Datos  | 25–29 jun 2022    | 1068    | 19.4        | 50.4       | 7.5               | 12.9        | 1.9            | 0.5            | 0.3             | –                 | 0.5       | 3.4         | 0.5             | 31.0 |  |  |  |  |
| Green Wit Company             | 15–18 jun 2022    | 599     | 9.3         | 25.5       | 1.1               | 52.3        | 7.0            | –              | –               | –                 | –         | –           | –               | 26.8 |  |  |  |  |
| Loreto Consulta               | 30 may–3 jun 2022 | 782     | 41.9        | 20.4       | 2.3               | 16.3        | 3.0            | 4.8            | 1.8             | –                 | –         | –           | –               | 21.5 |  |  |  |  |
| Loreto Investigación y Datos  | 26–30 may 2022    | 1667    | 19.2        | 46.4       | 7.0               | 14.2        | 2.3            | 0.6            | 0.3             | 1.4               | 1.3       | 2.7         | 0.9             | 27.2 |  |  |  |  |
| Loreto Investigación y Datos  | 16–24 abr 2022    | 1067    | 22.4        | 50.7       | 3.8               | 9.3         | 0.8            | 1.7            | 2.0             | 0.8               | 0.3       | 1.4         | 0.9             | 28.3 |  |  |  |  |
| Tadeo Marketing               | 20–23 abr 2022    | 1064    | 14.7        | 17.8       | 3.7               | 54.1        | 1.7            | 4.6            | –               | –                 | –         | –           | 1.4             | 36.3 |  |  |  |  |
| Green Wit Company             | 24–27 mar 2022    | 599     | 10.6        | 19.0       | 4.4               | 52.1        | 5.1            | 8.7            | –               | –                 | –         | –           | –               | 33.1 |  |  |  |  |
| Loreto Investigación y Datos  | 21–27 mar 2022    | 1067    | 23.3        | 54.0       | 3.9               | 10.2        | 1.0            | 1.8            | –               | –                 | –         | –           | 1.8             | 30.8 |  |  |  |  |
| Loreto Consulta               | 16–20 mar 2022    | 2383    | 44.0        | 27.0       | 5.2               | 10.7        | –              | 2.2            | –               | –                 | –         | –           | –               | 17.0 |  |  |  |  |
| Encuestando                   | 14–18 mar 2022    | 600     | 14.5        | 20.5       | 4.8               | 37.3        | 10.8           | –              | –               | –                 | –         | –           | –               | 16.8 |  |  |  |  |
| Tadeo Marketing               | 23–26 feb 2022    | 1064    | 16.3        | 17.9       | 4.2               | 54.9        | –              | 4.6            | –               | –                 | –         | –           | –               | 37.0 |  |  |  |  |
| Loreto Investigación y Datos  | 15–25 feb 2022    | 785     | 18.0        | 50.2       | 7.9               | 12.6        | 1.7            | –              | –               | –                 | –         | –           | 2.0             | 32.2 |  |  |  |  |
| Green Wit Company             | 9–12 feb 2022     | 400     | 16.2        | 17.7       | 4.6               | 49.5        | –              | 8.8            | –               | –                 | –         | –           | –               | 31.8 |  |  |  |  |
| Tadeo Marketing               | 1–4 feb 2022      | 1067    | 15.2        | 17.0       | 2.0               | 54.8        | –              | 5.7            | –               | –                 | –         | –           | –               | 37.8 |  |  |  |  |
| Loreto Investigación y Datos  | 24–30 ene 2022    | 600     | 19.6        | 46.9       | 5.6               | 13.1        | 2.0            | 2.3            | –               | –                 | –         | –           | 2.7             | 27.6 |  |  |  |  |
| Encuestando                   | 19–22 ene 2022    | 600     | 20.2        | 21.3       | 5.6               | 32.6        | 9.0            | –              | –               | –                 | –         | –           | 4.5             | 11.3 |  |  |  |  |

### Preferencias de voto
La siguiente tabla enumera las preferencias de voto en bruto (incluyendo blancos, viciados y sin respuesta) y no ponderadas.
| Encuestadora/Medio                     | Fecha             | Muestra | Jorge Mera | Juan Torres | René Chávez | Fernando Meléndez | Jorge Meléndez | Óscar Llapapa. | Tito Flores | Franck Marreros | Juan del Águila | Yoshi Lam | Wilfredo Malpart. | B/V  | NS/NO | Dif. |  |  |  |  |
| -------------------------------------- | ----------------- | ------- | ---------- | ----------- | ----------- | ----------------- | -------------- | -------------- | ----------- | --------------- | --------------- | --------- | ----------------- | ---- | ----- | ---- |  |  |  |  |
| Encuestadora/Medio                     | Fecha             | Muestra |            |             |             |                   |                |                |             |                 |                 |           |                   |      |       |      |  |  |  |  |
| Elecciones regionales de 2022          | 2 oct 2022        | —       |            |             |             |                   |                |                |             |                 |                 |           |                   |      | —     |      |  |  |  |  |
|                                        |                   |         |            |             |             |                   |                |                |             |                 |                 |           |                   |      |       |      |  |  |  |  |
| CIT                                    | 25 sep 2022       | ?       | 17.0       | 8.0         | 18.0        | 20.0              | –              | –              | –           | –               | –               | –         | –                 | –    | 27.2  | 2.0  |  |  |  |  |
| Loreto Investigación y Datos           | 17–22 sep 2022    | 1477    | 41.0       | 11.5        | 12.5        | 5.4               | 0.4            | 1.0            | 1.4         | 0.2             | 0.5             | 0.7       | –                 | 25.4 | –     | 28.5 |  |  |  |  |
| Encuestando                            | 15–17 sep 2022    | 600     | 20         | 32          | 19          | 4                 | –              | 12             | –           | –               | –               | –         | –                 | –    | 8     | 12   |  |  |  |  |
| Loreto Consulta                        | 12–16 sep 2022    | 782     | 16.6       | 8.4         | 39.6        | 3.2               | 1.4            | 6.9            | 0.5         | 1.4             | 3.8             | –         | 1.5               | 7.5  | 5.4   | 23.0 |  |  |  |  |
| Green Wit Company                      | 11–13 sep 2022    | ?       | 8.0        | 36.9        | 13.5        | –                 | –              | 7.0            | –           | –               | –               | –         | –                 | 22.6 | –     | 23.4 |  |  |  |  |
| Green Wit Company                      | 7 sep 2022        | ?       | 7.8        | 36.4        | 12.9        | –                 | –              | 6.5            | –           | –               | –               | –         | –                 | 26.9 | –     | 23.5 |  |  |  |  |
| Loreto Consulta                        | 6 sep 2022        | ?       | 15.1       | 9.1         | 37.8        | 2.1               | 1.0            | 5.0            | 2.3         | 1.8             | 2.3             | 0.5       | –                 | 11.7 | 8.9   | 22.7 |  |  |  |  |
| Tadeo Marketing                        | 1 sep 2022        | ?       | 12.0       | 38.5        | 6.5         | 2.0               | –              | 6.0            | –           | –               | –               | –         | –                 | –    | 31.9  | 26.5 |  |  |  |  |
| Loreto Investigación y Datos           | 21–30 ago 2022    | 1477    | 39.3       | 10.2        | 13.5        | 5.1               | 0.4            | 1.0            | 1.4         | 0.2             | 0.5             | 0.7       | –                 | 27.8 | –     | 25.8 |  |  |  |  |
| CPI/RPP                                | 22–25 ago 2022    | 400     | 13.1       | 9.4         | 19.4        | 20.1              | 1.5            | 3.4            | 2.2         | –               | 1.1             | 0.4       | –                 | 13.2 | 16.2  | 0.7  |  |  |  |  |
| Green Wit Company                      | 19–21 ago 2022    | ?       | 7.0        | 35.9        | 12.0        | –                 | –              | 6.0            | –           | –               | –               | –         | –                 | 28.2 | –     | 23.9 |  |  |  |  |
| Tadeo Marketing                        | 18 ago 2022       | ?       | 13.0       | 38.0        | 7.0         | –                 | 1.0            | 6.5            | –           | –               | –               | –         | –                 | –    | 32.3  | 25.0 |  |  |  |  |
| Green Wit Company                      | 4–6 ago 2022      | 599     | 8.0        | 35.1        | 10.5        | –                 | –              | 7.5            | –           | –               | –               | –         | –                 | 27.2 | –     | 24.6 |  |  |  |  |
| Loreto Consulta                        | 1–6 ago 2022      | 782     | 16.2       | 8.4         | 36.1        | 3.2               | 2.9            | 4.1            | –           | 1.4             | –               | –         | –                 | 13.6 | 7.3   | 19.9 |  |  |  |  |
| Loreto Investigación y Datos           | 22–26 jul 2022    | 1477    | 38.1       | 9.1         | 13.5        | 5.1               | 0.2            | 1.0            | 1.4         | –               | 0.5             | 0.7       | –                 | 30.0 | –     | 24.6 |  |  |  |  |
| Tadeo Marketing                        | 20–23 jul 2022    | 1064    | 12.3       | 37.1        | 8.2         | –                 | 1.7            | 7.6            | –           | –               | –               | –         | –                 | –    | 28.1  | 24.8 |  |  |  |  |
| Encuestando                            | 18–22 jul 2022    | 600     | 18         | 31          | 16          | 3                 | –              | 10             | –           | –               | –               | –         | –                 | –    | 15    | 13   |  |  |  |  |
| Green Wit Company                      | 8–10 jul 2022     | 599     | 7.0        | 33.9        | 12.0        | –                 | –              | 6.0            | –           | –               | –               | –         | –                 | 28.0 | –     | 21.9 |  |  |  |  |
| Loreto Consulta                        | 27 jun–1 jul 2022 | 782     | 14.7       | 11.4        | 30.2        | 5.4               | 3.5            | 5.8            | –           | 1.3             | –               | –         | –                 | 14.3 | 10.4  | 15.5 |  |  |  |  |
| Tadeo Marketing                        | 27–30 jun 2022    | 1064    | 13.0       | 36.5        | 8.0         | –                 | 2.0            | 6.0            | –           | –               | –               | –         | –                 | –    | 28.9  | 23.5 |  |  |  |  |
| Loreto Investigación y Datos           | 25–29 jun 2022    | 1068    | 36.5       | 9.4         | 14.0        | 5.4               | 0.4            | 1.4            | 2.4         | 0.2             | 0.4             | 0.4       | –                 | 27.5 | –     | 22.5 |  |  |  |  |
| Green Wit Company                      | 15–18 jun 2022    | 599     | 16.4       | 33.6        | 6.0         | 0.7               | –              | 4.5            | –           | –               | –               | –         | –                 | –    | 35.8  | 17.2 |  |  |  |  |
| Loreto Consulta                        | 30 may–3 jun 2022 | 782     | 15.7       | 12.5        | 32.2        | 1.8               | 3.7            | 2.3            | –           | 1.4             | –               | –         | –                 | 15.6 | 7.4   | 16.5 |  |  |  |  |
| Loreto Investigación y Datos           | 26–30 may 2022    | 1667    | 35.5       | 10.9        | 14.7        | 5.3               | 0.5            | 1.7            | 2.0         | 0.2             | 0.7             | 1.0       | 1.1               | 23.4 | –     | 20.8 |  |  |  |  |
| Loreto Investigación y Datos           | 16–24 abr 2022    | 1067    | 36.1       | 6.7         | 15.9        | 2.7               | 1.2            | 0.6            | 1.0         | 1.4             | 0.7             | 0.2       | 0.6               | –    | 28.9  | 20.2 |  |  |  |  |
| Tadeo Marketing                        | 20–23 abr 2022    | 1064    | 11.6       | 35.2        | 9.6         | 2.4               | 3.0            | 1.1            | –           | –               | 0.9             | –         | –                 | –    | 34.9  | 23.6 |  |  |  |  |
| Green Wit Company                      | 24–27 mar 2022    | 599     | 12.0       | 32.9        | 6.7         | 2.8               | 5.5            | 3.2            | –           | –               | –               | –         | –                 | –    | 36.9  | 20.9 |  |  |  |  |
| Loreto Investigación y Datos           | 21–27 mar 2022    | 1067    | 35.9       | 6.8         | 15.5        | 2.6               | 1.2            | 0.7            | –           | –               | 1.2             | –         | –                 | –    | 33.6  | 30.8 |  |  |  |  |
| Loreto Consulta                        | 16–20 mar 2022    | 2383    | 16.4       | 6.5         | 24.7        | 3.2               | 1.3            | –              | –           | –               | –               | –         | –                 | –    | 39.4  | 8.3  |  |  |  |  |
| Encuestando                            | 14–18 mar 2022    | 600     | 17         | 31          | 12          | 4                 | –              | 9              | –           | –               | –               | –         | –                 | –    | 17    | 14   |  |  |  |  |
| Tadeo Marketing                        | 23–26 feb 2022    | 1064    | 11.2       | 34.3        | 10.6        | 2.6               | 2.9            | –              | –           | –               | –               | –         | –                 | –    | 37.5  | 23.1 |  |  |  |  |
| Loreto Investigación y Datos           | 15–25 feb 2022    | 785     | 35.4       | 8.9         | 12.7        | 5.6               | –              | 1.2            | –           | –               | 1.4             | –         | –                 | –    | 29.6  | 32.2 |  |  |  |  |
| Green Wit Company                      | 9–12 feb 2022     | 400     | 11.5       | 32.1        | 10.5        | 3.0               | 5.7            | –              | –           | –               | –               | –         | –                 | –    | 35.2  | 20.6 |  |  |  |  |
| Tadeo Marketing                        | 1–4 feb 2022      | 1067    | 10.4       | 33.6        | 9.3         | 1.2               | 3.5            | –              | –           | –               | –               | –         | –                 | –    | 38.7  | 23.2 |  |  |  |  |
| Loreto Investigación y Datos           | 24–30 ene 2022    | 600     | 35.2       | 9.8         | 14.7        | 4.2               | 1.7            | 1.5            | –           | –               | 2.0             | –         | –                 | –    | 25.0  | 20.5 |  |  |  |  |
| Encuestando                            | 19–22 ene 2022    | 600     | 19         | 29          | 18          | 5                 | –              | –              | –           | –               | 4               | –         | –                 | –    | 11    | 10   |  |  |  |  |
| Loreto Investigación y Datos/La Región | 15–26 nov 2021    | 1400    | 32.6       | 6.0         | 11.2        | 4.3               | 1.9            | –              | –           | –               | –               | –         | –                 | –    | 36.0  | 21.4 |  |  |  |  |
| Encuestando                            | 18–22 oct 2021    | 600     | 20         | 30          | 19          | –                 | –              | –              | –           | –               | 4               | –         | –                 | –    | 6     | 10   |  |  |  |  |
| Tadeo Marketing                        | 14 oct 2021       | ?       | 9.0        | 32.5        | 11.0        | 3.5               | –              | –              | –           | –               | –               | –         | –                 | –    | 34.5  | 21.5 |  |  |  |  |
| Green Wit Company                      | 20–30 sep 2021    | 400     | 13.9       | 30.5        | 10.0        | 5.2               | –              | –              | –           | –               | –               | –         | –                 | –    | 35.0  | 16.6 |  |  |  |  |
| Loreto Investigación y Datos           | 15–29 sep 2021    | 800     | 31.1       | 6.5         | 11.4        | 4.5               | 1.8            | –              | –           | –               | 1.1             | –         | –                 | –    | 35.2  | 19.7 |  |  |  |  |
| Tadeo Marketing                        | 1–4 sep 2021      | 1067    | 9.5        | 31.8        | 10.3        | 1.0               | –              | –              | –           | –               | –               | –         | –                 | –    | 35.7  | 21.5 |  |  |  |  |
| Loreto Investigación y Datos           | 26–30 ago 2021    | 1200    | 39.0       | 8.1         | 5.5         | 6.7               | 6.1            | –              | –           | –               | –               | –         | –                 | –    | 28.9  | 30.9 |  |  |  |  |
| Green Wit Company                      | 17–20 ago 2021    | 400     | 11.8       | 33.8        | 8.0         | 1.0               | –              | –              | –           | –               | –               | –         | –                 | –    | 41.8  | 22.0 |  |  |  |  |
| Loreto Investigación y Datos           | 21–30 jul 2021    | 600     | 30.2       | 8.9         | 10.7        | 2.5               | 0.8            | –              | –           | –               | 2.2             | –         | –                 | –    | 35.7  | 19.5 |  |  |  |  |
| Encuestando                            | 12–16 jul 2021    | 600     | 14         | 29          | 9           | –                 | –              | –              | –           | –               | –               | –         | –                 | –    | 14    | 15   |  |  |  |  |
| Loreto Investigación y Datos           | 25–29 jun 2021    | 600     | 29.2       | 6.0         | 12.7        | –                 | 2.3            | –              | –           | –               | 0.5             | –         | –                 | –    | 43.7  | 16.5 |  |  |  |  |
| Tadeo Marketing                        | 21 jun 2021       | ?       | 10.2       | 33.2        | 6.1         | 0.8               | 1.1            | –              | –           | –               | 1.9             | –         | –                 | –    | 43.6  | 20.0 |  |  |  |  |
| Green Wit Company                      | 7–10 jun 2021     | 400     | 11.5       | 32.8        | 9.5         | 1.0               | 3.5            | –              | –           | –               | –               | –         | –                 | –    | 38.8  | 21.3 |  |  |  |  |
| Green Wit Company                      | 12–14 may 2021    | 400     | 11.0       | 32.5        | 9.0         | 1.8               | 3.0            | –              | –           | –               | –               | –         | –                 | –    | 39.4  | 23.5 |  |  |  |  |
| Tadeo Marketing                        | 3–6 may 2021      | ?       | 9.3        | 32.5        | 8.3         | 0.6               | 1.2            | –              | –           | –               | 2.1             | –         | –                 | –    | 41.7  | 23.2 |  |  |  |  |
| Green Wit Company                      | 30 abr 2021       | ?       | 8.8        | 32.5        | 6.8         | –                 | –              | –              | –           | –               | –               | –         | –                 | –    | 40.5  | 23.7 |  |  |  |  |
| Tadeo Marketing                        | 28–31 mar 2021    | 1067    | 10.0       | 38.2        | 9.5         | 3.0               | 3.7            | –              | –           | –               | 0.8             | –         | –                 | –    | 27.3  | 28.2 |  |  |  |  |
| Encuestando                            | 22–26 feb 2021    | 600     | 17         | 27          | 17          | –                 | –              | –              | –           | –               | 6               | –         | –                 | –    | 5     | 10   |  |  |  |  |
| Tadeo Marketing                        | 22–25 feb 2021    | 1067    | 9.9        | 37.7        | 9.3         | 1.2               | 3.7            | –              | –           | –               | 0.8             | –         | –                 | –    | 29.9  | 27.8 |  |  |  |  |
| Loreto Investigación y Datos           | 5–14 feb 2021     | 600     | 28.2       | 13.7        | 4.0         | –                 | 1.3            | –              | –           | –               | –               | –         | –                 | –    | 48.7  | 14.5 |  |  |  |  |
| Green Wit Company                      | 3–6 feb 2021      | 400     | 8.8        | 32.5        | 6.8         | –                 | –              | –              | –           | –               | –               | –         | –                 | –    | 40.5  | 23.7 |  |  |  |  |
| Tadeo Marketing                        | 25–28 ene 2021    | 1067    | 10.1       | 37.2        | 9.5         | 1.2               | 3.5            | –              | –           | –               | 0.7             | –         | –                 | –    | 30.2  | 27.1 |  |  |  |  |
| Green Wit Company                      | 13–16 ene 2021    | 400     | 9.8        | 31.8        | 6.0         | –                 | –              | –              | –           | –               | –               | –         | –                 | –    | 41.3  | 22.0 |  |  |  |  |
| Loreto Investigación y Datos           | 4–13 dic 2020     | 600     | 24.3       | 19.8        | 7.8         | –                 | 3.5            | –              | –           | –               | –               | –         | –                 | –    | 36.3  | 4.5  |  |  |  |  |
| Tadeo Marketing                        | 20–25 nov 2020    | 1067    | 12.0       | 36.0        | 10.0        | –                 | 6.5            | –              | –           | –               | –               | –         | –                 | –    | 30.7  | 24.0 |  |  |  |  |
| Loreto Investigación y Datos           | 21–25 oct 2020    | 600     | 26.3       | 16.7        | 10.0        | –                 | 7.0            | –              | –           | –               | 2.7             | –         | –                 | –    | 20.3  | 9.6  |  |  |  |  |
| Loreto Investigación y Datos           | 20–25 sep 2020    | 600     | 25.3       | 20.2        | 8.5         | –                 | 2.0            | –              | –           | –               | –               | –         | –                 | –    | 29.3  | 5.1  |  |  |  |  |
| Loreto Investigación y Datos           | 26–31 jul 2020    | 600     | 23.3       | 11.2        | 8.0         | 5.0               | 3.5            | –              | –           | –               | 4.8             | –         | –                 | –    | 35.7  | 12.1 |  |  |  |  |

## Resultados

### Gobierno Regional de Loreto
|                      | René Chávez Silvano        | Somos Perú (SP)                                                            | 132,111 | 32.66 |  |  |  |
|                      | Jorge Mera Ramírez         | Movimiento Esperanza Región Amazónica (MERA)                               | 96,700  | 23.90 |  |  |  |
|                      | Fernando Meléndez Celis    | Alianza para el Progreso (APP)                                             | 53,820  | 13.30 |  |  |  |
|                      | Juan Torres Baldeón        | Movimiento Independiente Reivindiquemos Loreto (MIRELO)                    | 49,730  | 12.29 |  |  |  |
|                      | Óscar Llapapasca Samaniego | Movimiento Independiente Loreto - Mi Loreto (Mi Loreto)                    | 25,466  | 6.30  |  |  |  |
|                      | Jorge Meléndez Celis       | Juntos por Loreto (JxL)                                                    | 9,566   | 2.36  |  |  |  |
|                      | Franck Marreros Pérez      | Movimiento Independiente Político Voluntad General Amazónica - VOGA (VOGA) | 9,294   | 2.30  |  |  |  |
|                      | Wilfredo Malpartida Gómez  | Misión Organizada Vía Integridad y Libertad (MOVIL)                        | 8,974   | 2.22  |  |  |  |
|                      | Yoshi Lam Eléspuru         | Perú Libre (PL)                                                            | 8,059   | 1.99  |  |  |  |
|                      | Tito Flores Pérez          | Loreto para Todos (LPT)                                                    | 7,482   | 1.85  |  |  |  |
|                      | Juan del Águila Cárdenas   | Fuerza Popular (FP)                                                        | 3,331   | 0.82  |  |  |  |
|                      |                            |                                                                            |         |       |  |  |  |
| Total                | Total                      | Total                                                                      | 404,533 |       |  |  |  |
|                      |                            |                                                                            |         |       |  |  |  |
| Votos válidos        | Votos válidos              | Votos válidos                                                              | 404,533 | 83.93 |  |  |  |
| Votos en blanco      | Votos en blanco            | Votos en blanco                                                            | 36,229  | 7.52  |  |  |  |
| Votos nulos          | Votos nulos                | Votos nulos                                                                | 41,235  | 8.56  |  |  |  |
| Votos emitidos       | Votos emitidos             | Votos emitidos                                                             | 481,997 | 66.69 |  |  |  |
| Abstenciones         | Abstenciones               | Abstenciones                                                               | 240,744 | 33.31 |  |  |  |
| Votantes registrados | Votantes registrados       | Votantes registrados                                                       | 722,741 |       |  |  |  |
|                      |                            |                                                                            |         |       |  |  |  |
| Fuente:              |                            |                                                                            |         |       |  |  |  |

### Consejo Regional de Loreto

#### Sumario general
|                        |                                                                            |              |              |              |         |         |  |
| Partidos y coaliciones | Partidos y coaliciones                                                     | Voto popular | Voto popular | Voto popular | Escaños | Escaños |  |
| Partidos y coaliciones | Partidos y coaliciones                                                     | Votos        | %            | ±pp          | Total   | +/−     |  |
|                        | Somos Perú (SP)                                                            | 115,400      | 30.82        | n/a          | 7       | +7      |  |
|                        | Movimiento Esperanza Región Amazónica (MERA)                               | 84,630       | 22.60        | –2.96        | 5       | ±0      |  |
|                        | Movimiento Independiente Reivindiquemos Loreto (MIRELO)                    | 48,028       | 12.83        | +10.00       | 1       | +1      |  |
|                        | Alianza para el Progreso (APP)                                             | 47,803       | 12.77        | n/a          | 1       | +1      |  |
|                        | Movimiento Independiente Loreto - Mi Loreto (Mi Loreto)                    | 29,001       | 7.74         | n/a          | 0       | ±0      |  |
|                        | Movimiento Independiente Político Voluntad General Amazónica - VOGA (VOGA) | 9,989        | 2.67         | Nuevo        | 1       | +1      |  |
|                        | Juntos por Loreto (JxL)                                                    | 9,965        | 2.66         | Nuevo        | 0       | ±0      |  |
|                        | Perú Libre (PL)                                                            | 9,526        | 2.54         | Nuevo        | 1       | +1      |  |
|                        | Loreto para Todos (LPT)                                                    | 8,922        | 2.38         | Nuevo        | 0       | ±0      |  |
|                        | Misión Organizada Vía Integridad y Libertad (MOVIL)                        | 7,534        | 2.01         | Nuevo        | 0       | ±0      |  |
|                        | Fuerza Popular (FP)                                                        | 3,651        | 0.98         | –2.60        | 0       | ±0      |  |
|                        |                                                                            |              |              |              |         |         |  |
| Total                  | Total                                                                      | 374,449      |              |              | 16      | ±0      |  |
|                        |                                                                            |              |              |              |         |         |  |
| Votos válidos          | Votos válidos                                                              | 374,449      | 77.59        | +1.94        |         |         |  |
| Votos en blanco        | Votos en blanco                                                            | 68,359       | 14.16        | –1.24        |         |         |  |
| Votos nulos            | Votos nulos                                                                | 39,793       | 8.25         | –0.70        |         |         |  |
| Votos emitidos         | Votos emitidos                                                             | 482,601      | 66.77        | –2.86        |         |         |  |
| Abstenciones           | Abstenciones                                                               | 240,140      | 33.23        | +2.86        |         |         |  |
| Votantes registrados   | Votantes registrados                                                       | 722,741      |              |              |         |         |  |
|                        |                                                                            |              |              |              |         |         |  |
| Fuente:                |                                                                            |              |              |              |         |         |  |

#### Resultados por provincia
| Provincia               | MERA          | MERA | FP | FP | MIRELO | MIRELO | SP | SP | APP | APP | Mi Loreto | Mi Loreto | VOGA | VOGA | PL | PL | LPT | LPT | JxL | JxL | MOVIL | MOVIL |
| Provincia               | %             | E    | %  | E  | %      | E      | %  | E  | %   | E   | %         | E         | %    | E    | %  | E  | %   | E   | %   | E   | %     | E     |
| ----------------------- | ------------- | ---- | -- | -- | ------ | ------ | -- | -- | --- | --- | --------- | --------- | ---- | ---- | -- | -- | --- | --- | --- | --- | ----- | ----- |
| Provincia               | Alto Amazonas |      |    |    |        |        |    |    |     |     |           |           |      |      |    |    |     |     |     |     |       |       |
| Datem del Marañón       |               |      |    |    |        |        |    |    |     |     |           |           |      |      |    |    |     |     |     |     |       |       |
| Loreto                  |               |      |    |    |        |        |    |    |     |     |           |           |      |      |    |    |     |     |     |     |       |       |
| Mariscal Ramón Castilla |               |      |    |    |        |        |    |    |     |     |           |           |      |      |    |    |     |     |     |     |       |       |
| Maynas                  |               |      |    |    |        |        |    |    |     |     |           |           |      |      |    |    |     |     |     |     |       |       |
| Putumayo                |               |      |    |    |        |        |    |    |     |     |           |           |      |      |    |    |     |     |     |     |       |       |
| Requena                 |               |      |    |    |        |        |    |    |     |     |           |           |      |      |    |    |     |     |     |     |       |       |
| Ucayali                 |               |      |    |    |        |        |    |    |     |     |           |           |      |      |    |    |     |     |     |     |       |       |
| Total                   |               |      |    |    |        |        |    |    |     |     |           |           |      |      |    |    |     |     |     |     |       |       |

### Autoridades electas
| Cargo                                                      | Autoridad electa | Autoridad electa           | Partido político | Partido político                                             |
| ---------------------------------------------------------- | ---------------- | -------------------------- | ---------------- | ------------------------------------------------------------ |
| Gobernador Regional de Loreto                              |                  | René Chávez Silvano        |                  | Somos Perú                                                   |
| Vicegobernadora Regional de Loreto                         |                  | Dolibeth Bardales Manrique |                  | Somos Perú                                                   |
| Consejero Regional de Loreto (por Alto Amazonas)           |                  | TBD                        |                  | Somos Perú                                                   |
| Consejero Regional de Loreto (por Alto Amazonas)           |                  | TBD                        |                  | Alianza para el Progreso                                     |
| Consejero Regional de Loreto (por Datem del Marañón)       |                  | TBD                        |                  | Somos Perú                                                   |
| Consejero Regional de Loreto (por Datem del Marañón)       |                  | TBD                        |                  | Movimiento Esperanza Región Amazónica                        |
| Consejero Regional de Loreto (por Loreto)                  |                  | TBD                        |                  | Somos Perú                                                   |
| Consejero Regional de Loreto (por Loreto)                  |                  | TBD                        |                  | Movimiento Esperanza Región Amazónica                        |
| Consejero Regional de Loreto (por Mariscal Ramón Castilla) |                  | TBD                        |                  | Movimiento Esperanza Región Amazónica                        |
| Consejero Regional de Loreto (por Mariscal Ramón Castilla) |                  | TBD                        |                  | Perú Libre                                                   |
| Consejero Regional de Loreto (por Maynas)                  |                  | TBD                        |                  | Somos Perú                                                   |
| Consejero Regional de Loreto (por Maynas)                  |                  | TBD                        |                  | Somos Perú                                                   |
| Consejero Regional de Loreto (por Maynas)                  |                  | TBD                        |                  | Movimiento Esperanza Región Amazónica                        |
| Consejero Regional de Loreto (por Putumayo)                |                  | TBD                        |                  | Somos Perú                                                   |
| Consejero Regional de Loreto (por Requena)                 |                  | TBD                        |                  | Movimiento Independiente Reivindiquemos Loreto               |
| Consejero Regional de Loreto (por Requena)                 |                  | TBD                        |                  | Somos Perú                                                   |
| Consejero Regional de Loreto (por Ucayali)                 |                  | TBD                        |                  | Movimiento Esperanza Región Amazónica                        |
| Consejero Regional de Loreto (por Ucayali)                 |                  | TBD                        |                  | Movimiento Independiente Político Voluntad General Amazónica |